# San Giorgio La Molara
San Giorgio La Molara là một đô thị ở tỉnh Benevento trong vùng Campania, có vị trí khoảng 70 km về phía đông bắc của Napoli và khoảng 20 km về phía đông bắc của Benevento. Tại thời điểm ngày 31 tháng 12 năm 2004, đô thị này có dân số 3.218 người và diện tích là 65,3 km².
Đô thị San Giorgio La Molara có các frazione (đơn vị cấp dưới) Cardito.
San Giorgio La Molara giáp các đô thị: Buonalbergo, Casalbore, Foiano di Val Fortore, Ginestra degli Schiavoni, Molinara, Montefalcone di Val Fortore, Paduli, Pago Veiano, San Marco dei Cavoti.